# Flammocharopa montana
Flammocharopa montana är en snäckart som först beskrevs av Suter 1891.  Flammocharopa montana ingår i släktet Flammocharopa och familjen Charopidae. Inga underarter finns listade i Catalogue of Life.